# Борзешти (Ботошани)
Борзешти (рум. Borzești) насеље је у Румунији у округу Ботошани у општини Унгурени. Oпштина се налази на надморској висини од 95 m.

## Становништво
Према подацима из 2002. године у насељу је живело 684 становника, од којих су сви румунске националности.